# Be My King
Be My King è un cortometraggio muto del 1928 diretto da Henry W. George, pseudonimo con il quale firmava le sue regie il popolare attore britannico Lupino Lane, protagonista del film, una commedia dove recita a fianco del fratello minore Wallace.

## Produzione
Il film fu prodotto dalla Lupino Lane Comedy Corporation.

## Distribuzione
Distribuito dalla Educational Film Exchanges, il film - un cortometraggio in due bobine che nel Regno Unito è conosciuto con il titolo S'two for the Pot - uscì nelle sale cinematografiche USA il 9 dicembre 1928.
La pellicola è stata conservata in un positivo 8 mm ed è stata masterizzata e distribuita in DVD.